# Ulf Hannerz
Ulf Hannerz, född 9 juni 1942 i Malmö, är en svensk professor emeritus i socialantropologi vid Stockholms universitet och känd som ung deltagare i TV-programmet Kvitt eller dubbelt. 

## Liv och verksamhet
På 1950-talet fick Hannerz smeknamnet "Hajen". 14 år gammal tävlade han då i TV-programmet Kvitt eller dubbelt, i ämnet akvariefiskar. Hans tävlingsinsats blev mycket uppmärksammad och han vann slutligen tiotusen kronor. I detta sammanhang myntades uttrycket "slamkrypare". Hannerz popularitet och intresse för akvariefiskar ledde också till att han publicerade en bok i ämnet, "Tropiska akvariefiskar". 
Hannerz bytte dock fokus. Han genomförde en resa i Västafrika. Sedan började han läsa socialantropologi. År 1969 doktorerade Hannerz i detta ämne vid Stockholms universitet. Avhandlingen "Soulside" analyserade kulturen i ett svart "getto" i Washington D.C. samt dess relation till en omgivande vit "mainstream"-kultur. Bland de svarta i detta område spelade begreppet "soul" en central roll. Hannerz har senare fått internationell betydelse som antropolog. Han har särskilt intresserat sig för urbanantropologi, mediaantropologi samt globaliseringens antropologi. Exempelvis har han studerat nyhetsmediernas utrikeskorrespondenter. 
År 1981 blev Hannerz professor vid socialantropologiska institutionen, Stockholms universitet. Hannerz var verksam som professor vid institutionen tills han gick i pension 2007. Han har därutöver varit verksam vid ett flertal utländska universitet. Han har också varit ordförande i European Association of Social Anthropologists (EASA). Hannerz har bedrivit antropologiska fältstudier i bland annat USA, Västindien och Nigeria. 
Hannerz är ledamot av Kungliga Vetenskapsakademien sedan 1987. År 2005 utnämndes han till hedersdoktor vid universitetet i Oslo.
År 2020 listades Ulf Hannerz av Academic Influence som den mest inflytelserika antropologen i världen under decenniet 2010–2020.